# Dimont
Dimont település Franciaországban, Nord megyében. Lakosainak száma 296 fő (2022. január 1.). Dimont Damousies, Sars-Poteries, Wattignies-la-Victoire, Beugnies, Dimechaux és Lez-Fontaine községekkel határos.

## Népesség
A település népességének változása:
| Lakosok száma | 324  | 321  | 326  | 314  | 312  | 310  | 310  | 303  | 296  |
|               | 2013 | 2015 | 2016 | 2017 | 2018 | 2019 | 2020 | 2021 | 2022 |